# Blue Sky Mine
Blue Sky Mine è un brano musicale del gruppo musicale australiano Midnight Oil. 
La canzone è ispirata alle vicissitudini della miniere di asbesto di Wittenoom, situata nella parte ovest dell'Australia, dove i minatori avevano contratto varie malattie legate all'amianto. 
"Blue" è riferito alla Riebeckite (chiamato in inglese anche blue asbestos) e nel testo   "sugar refining company" è riferito alla raffineria proprietaria delle miniere, la Colonial Sugar Refining Company Ltd (CSR).
Il video ottenne la nomination come Best Group Video al MTV Video Music Awards 1990.